# Malin Almqvist
Malin Almqvist är länsråd i Kronobergs län sedan 2020 och har tidigare varit länsråd i Kalmar län sedan 2013 och även tillförordnad landshövding där från juni 2016 till maj 2017. Hon har tidigare varit moderat oppositionsborgarråd i Kalmar.